# Segunda División de Chipre
La Segunda División de Chipre (en griego, Πρωτάθλημα Β΄ Κατηγορίας) es la segunda división de fútbol más alta del sistema de ligas de Chipre. Administrado por la Asociación de Fútbol de Chipre, es disputado por 16 equipos, la cual, al finalizar, promueve a los dos primeros equipos a la Primera División de Chipre y los cuatro últimos equipos son relegados a la Tercera División de Chipre.

## Estructura
La estructura del campeonato fue cambiando a través de los años. De 1953-54 hasta 1967-68 el campeonato se dividió en dos o tres grupos geográficos, dependiendo de que distrito de Chipre era cada equipo participado. Los ganadores de cada grupo jugaron entre sí en la fase final de la competición y el ganador era el campeón de la Segunda División.
El campeonato se celebró por primera vez como una división única en la temporada 1968-69. Todos los equipos jugaron unos contra otros dos veces, una vez en su casa y una vez fuera. El equipo con más puntos al final de la temporada se corona campeón. Este es el formato actual de la liga hasta la actualidad. Las excepciones fueron:
1. La temporada 1974-75, debido a la invasión turca de Chipre que obligó a muchos equipos que tenían su sede en el norte de Chipre a ser cerrados temporal o permanentemente, por lo cual la CFA decidió tener un campeonato mixto especial de segunda y tercera división. En este campeonato podían participar todos los equipos de la Segunda y Tercera División. La participación era opcional. El campeonato tenía dos grupos geográficos. Los ganadores de cada grupo jugaron unos contra otros en la fase final y los ganadores fueron los campeones de la liga. El ganador fue considerado campeón de la Segunda División de Chipre en 1974-75.
2. La temporada 1994-95, la liga consistió en tres rondas. En las dos primeras rondas todos los equipos jugaron unos contra otros dos veces, una vez en su casa y una vez fuera. Los equipos locales para los partidos de la tercera ronda fueron determinados con base en su posición en la tabla de la liga luego del final de la segunda ronda.
3. Las temporadas 2009-10, 2010-11, 2011-12 y 2012-13, cada equipo jugó uno contra el otro dos veces, una vez en casa y una vez fuera. Después de estos partidos, los cuatro primeros equipos se clasificaron para el Grupo de Promoción. En el Grupo de Promoción cada equipo jugó dos veces, una vez en casa y una vez fuera. Los equipos con los mejores puntajes fueron promovidos a la Primera División. Los registros de la temporada regular se llevaron a cabo sin ninguna modificación.
4. La temporada 2013-14, la liga se dividió en un sistema de dos niveles, Grupo B1 y Grupo B2 con 8 equipos que participan en cada división. Todos los equipos (de cada grupo) jugaron unos contra otros cuatro veces, dos veces en casa y dos veces fuera. Los dos primeros equipos del Grupo B1 fueron promovidos a la Primera División chipriota, mientras que los dos primeros del Grupo B2 fueron promovidos al Grupo B1. Los últimos cuatro equipos del Grupo B1 quedaron relegados al Grupo B2, mientras que los cuatro últimos equipos del Grupo B2 quedaron relegados a la Tercera División chipriota. Sin embargo, después del final de la temporada la CFA fusionó los dos grupos, con la consiguiente creación de una segunda división unificada. Así que todos los equipos que fueron relegados de B1 a B2 y los equipos que promovieron de B2 a B1 participaron en la nueva Segunda División unificada. Los dos grupos no estaban en el mismo nivel, ya que el grupo B1 estaba por encima del grupo B2. El campeón de la Segunda División de esa temporada fue el mismo ganador del Grupo B1.

### Formato actual (2016-17)
Catorce clubes compiten en la liga, jugando uno contra el otro dos veces, una vez en casa y una vez fuera, con un total de 26 partidos por equipo. Los tres primeros equipos son promovidos a la primera división chipriota y los tres inferiores quedan relegados a la tercera división.

### Sistema de puntos
El sistema de puntos de la segunda división cambió tres veces durante su historia: de 1953-54 hasta la temporada 1959-60, los equipos recibieron dos puntos por ganar, un punto por empate y cero puntos por una derrota. De 1960-61 a 1969-70, a los equipos le fueron concedidos tres puntos por un triunfo, dos puntos por un empate y un punto por una derrota. De 1970-71 a 1990-91, los equipos ganaban dos puntos por un triunfo, un punto por un empate y cero puntos por una derrota. Desde la temporada 1991-92 hasta la fecha, los equipos reciben tres puntos por ganar, un punto por empate y cero puntos por una derrota.

## Equipos
Los dieciséis equipos que participan en la Segunda División de Chipre de 2024-25 son:
| Equipo                  | Ciudad    | Estadio             | Capacidad |
| ----------------------- | --------- | ------------------- | --------- |
| Achyronas Liopetriou    | Liopetri  | Koinotiko Sotiras   | 2 000     |
| AEZ Zakakiou            | Zakaki    | Ammochostos         | 5 500     |
| Akritas Chlorakas       | Chloraka  | Dimotiko Chlorakas  | 3 500     |
| Anagennisi Deryneia     | Deryneia  | Anagennisi          | 5 800     |
| ASIL Lysi               | Lysi      | Grigoris Afxentiou  | 2 000     |
| Ayia Napa FC            | Ayia Napa | Paralimni           | 5 800     |
| Chalkanoras Idaliou     | Dali      | Chalkanoras         | 2 000     |
| Digenis Akritas Morphou | Nicosia   | Makario             | 16 000    |
| Doxa Katokopias         | Katokopia | Katokopia           | 3 500     |
| Krasava ENY Ypsonas     | Ypsonas   | Stelios Chari       | 1 000     |
| MEAP Nisou              | Nisou     | Theodorio Koinotiko | 1 000     |
| Olympiakos Nicosia      | Nicosia   | Makario             | 16 000    |
| Othellos Athienou       | Athienou  | Giannis Papadakis   | 2 200     |
| PAEEK                   | Kyrenia   | Keryneia Epistrophi | 2 000     |
| Peyia 2014              | Peyia     | Municipal de Peyia  | 3 828     |
| Spartakos Kitiou        | Kiti      | Koinotiko           | 1 000     |

## Campeones (competencia no oficial: 1935-1953)
El cuadro presenta a los ganadores de la competición durante el período 1935-1953, en el que la competencia no era oficial. Durante ese período, la liga consistía en los equipos de reserva de los clubes de la Primera División chipriota (que logró ganar todos los títulos) y otros equipos que no participaron en la Primera División.
El período 1941-1944 el campeonato no se celebró debido a la Segunda Guerra Mundial. Muchos chipriotas fueron alistados como voluntarios en el ejército griego e inglés, y también formaron una constitución chipriota. La mayoría de los equipos se dispusieron a emprender un proyecto nacional recaudando dinero y ropa para ser enviados a Grecia, con el objetivo de ayudar al pueblo griego y al ejército. Además, muchos refugiados griegos huyeron a Chipre. Debido a las condiciones de guerra prevalecientes, el CFA decidió suspender todas las competiciones.
| Temporada | Campeón                   |
| --------- | ------------------------- |
| 1934–35   | APOEL (equipo de reserva) |
| 1935–36   | Trust (equipo de reserva) |
| 1936–37   | APOEL (equipo de reserva) |
| 1937–38   | APOEL (equipo de reserva) |
| 1938–39   | APOEL (equipo de reserva) |

| Temporada | Campeón                         |
| --------- | ------------------------------- |
| 1939–40   | APOEL (equipo de reserva)       |
| 1944–45   | EPA Larnaca (equipo de reserva) |
| 1945–46   | APOEL (equipo de reserva)       |
| 1946–47   | APOEL (equipo de reserva)       |
| 1947–48   | APOEL (equipo de reserva)       |

| Temporada | Campeón                            |
| --------- | ---------------------------------- |
| 1948–49   | APOEL (equipo de reserva)          |
| 1949–50   | APOEL (equipo de reserva)          |
| 1950–51   | AEL Limassol (equipo de reserva)   |
| 1951–52   | Çetinkaya Türk (equipo de reserva) |
| 1952–53   | APOEL (equipo de reserva)          |

## Ganadores
| Año     | Campeón                                |
| ------- | -------------------------------------- |
| 1953-54 | Aris Limassol                          |
| 1954-55 | Nea Salamis                            |
| 1955-56 | Aris Limassol                          |
| 1956-57 | Apollon Limassol                       |
| 1957-58 | Orfeas Nicosia                         |
| 1958-59 | No celebrado                           |
| 1959-60 | Alki Larnaca                           |
| 1960-61 | E.N.A.O.                               |
| 1961-62 | Panellinios                            |
| 1962-63 | Panellinios                            |
| 1963-64 | Abandonado                             |
| 1964-65 | Abandonado                             |
| 1965-66 | APOP Paphos                            |
| 1966-67 | ASIL Lysi                              |
| 1967-68 | Evagoras Paphos                        |
| 1968-69 | EN Paralimni                           |
| 1969-70 | Digenis Morphou                        |
| 1970-71 | APOP Paphos                            |
| 1971-72 | Evagoras Paphos                        |
| 1972-73 | APOP Paphos                            |
| 1973-74 | ASIL Lysi                              |
| 1974-75 | APOP Paphos                            |
| 1975-76 | Chalkanoras Idaliou                    |
| 1976-77 | APOP Paphos                            |
| 1977-78 | Omonia Aradippou                       |
| 1978-79 | Keravnos Strovolos                     |
| 1979-80 | Nea Salamis                            |
| 1980-81 | Evagoras Paphos                        |
| 1981-82 | Alki Larnaca                           |
| 1982-83 | Ermis Aradippou                        |
| 1983-84 | Olympiakos Nicosia                     |
| 1984-85 | Ermis Aradippou                        |
| 1985-86 | Ethnikos Achna                         |
| 1986-87 | APEP Pitsilia                          |
| 1987-88 | Keravnos Strovolos                     |
| 1988-89 | Evagoras Paphos                        |
| 1989-90 | EPA Larnakas                           |
| 1990-91 | Evagoras Paphos                        |
| 1991-92 | Ethnikos Achna                         |
| 1992-93 | Omonia Aradippou                       |
| 1993-94 | Aris Limassol                          |
| 1994-95 | Evagoras Paphos                        |
| 1995-96 | APOP Paphos                            |
| 1996-97 | AEL Limassol                           |
| 1997-98 | Olympiakos Nicosia                     |
| 1998-99 | Anagennisi Dherynia                    |
| 1999-00 | Digenis Morphou                        |
| 2000-01 | Alki Larnaca                           |
| 2001-02 | Nea Salamis                            |
| 2002-03 | Anagennisi Dherynia                    |
| 2003-04 | Nea Salamis                            |
| 2004-05 | APOP Kyniras Peyias                    |
| 2005-06 | AE Paphos                              |
| 2006-07 | APOP Kyniras Peyias                    |
| 2007–08 | AE Paphos                              |
| 2008–09 | Ermis Aradippou                        |
| 2009–10 | Alki Larnaca FC                        |
| 2010–11 | Aris Limassol                          |
| 2011–12 | Ayia Napa FC                           |
| 2012–13 | Aris Limassol                          |
| 2013–14 | División B1: Ayia Napa                 |
| 2013–14 | División B2: Karmiotissa Polemidion    |
| 2014–15 | Enosis Neon Paralimni                  |
| 2015–16 | Karmiotissa Polemidion                 |
| 2016–17 | Alki Oroklini                          |
| 2017–18 | Enosis Neon Paralimni                  |
| 2018–19 | Ethnikos Achna                         |
| 2019–20 | Abandonada por la pandemia de COVID-19 |
| 2020–21 | PAEEK                                  |
| 2021–22 | Karmiotissa Polemidion                 |
| 2022–23 | Othellos Athienou                      |
| 2023–24 | Omonia Aradippou                       |

### Rendimiento por club
| Club                   | Campeón | Temporadas campeón                 |
| ---------------------- | ------- | ---------------------------------- |
| APOP Paphos            | 6       | 1966, 1971, 1973, 1975, 1977, 1996 |
| Evagoras Paphos        | 6       | 1968, 1972, 1981, 1989, 1991, 1995 |
| Aris Limassol          | 5       | 1954, 1956, 1994, 2011, 2013       |
| Alki Larnaca           | 4       | 1960, 1982, 2001, 2010             |
| Nea Salamis            | 4       | 1955, 1980, 2002, 2004             |
| Omonia Aradippou       | 3       | 1978, 1993, 2024                   |
| Ethnikos Achna         | 3       | 1986, 1992, 2019                   |
| EN Paralimni           | 3       | 1969, 2015, 2018                   |
| Ermis Aradippou        | 3       | 1983, 1985, 2009                   |
| Olympiakos Nicosia     | 2       | 1984, 1998                         |
| Panellinios            | 2       | 1962, 1963                         |
| ASIL Lysi              | 2       | 1967, 1974                         |
| Digenis Morphou        | 2       | 1970, 2000                         |
| Keravnos Strovolos     | 2       | 1979, 1988                         |
| Anagennisi Dherynia    | 2       | 1999, 2003                         |
| APOP Kyniras Peyias    | 2       | 2005, 2007                         |
| AE Paphos              | 2       | 2006, 2008                         |
| Ayia Napa FC           | 2       | 2012, 2014                         |
| APEP Pitsilia          | 1       | 1987                               |
| Apollon Limassol       | 1       | 1957                               |
| Orfeas Nicosia         | 1       | 1958                               |
| E.N.A.O.               | 1       | 1961                               |
| EPA Larnakas           | 1       | 1990                               |
| Chalkanoras Idaliou    | 1       | 1976                               |
| AEL Limassol           | 1       | 1997                               |
| Karmiotissa Polemidion | 1       | 2016                               |
| Alki Oroklini          | 1       | 2017                               |
| PAEEK                  | 1       | 2021                               |
| Karmiotissa Polemidion | 1       | 2022                               |
| Othellos Athienou      | 1       | 2023                               |

## Participaciones por club
Hasta ahora, 86 equipos participaron en la segunda división chipriota desde 1953-54 (incluyendo la temporada 2016-17).
| Club                    | Par. |
| ----------------------- | ---- |
| PAEEK                   | 461  |
| Chalkanoras Idaliou     | 34   |
| Orfeas Nicosia          | 32   |
| Omonia Aradippou        | 31   |
| Akritas Chlorakas       | 30   |
| Anagennisi Dherynia     | 27   |
| Othellos Athienou       | 27   |
| Onisilos Sotira         | 27   |
| APOP Paphos             | 26   |
| Ermis Aradippou         | 24   |
| Ethnikos Assia          | 23   |
| Doxa Katokopias         | 22   |
| Keravnos                | 222  |
| APEP                    | 213  |
| ASIL Lysi               | 20   |
| Digenis Akritas Morphou | 20   |
| Evagoras Paphos         | 18   |
| THOI Lakatamia          | 17   |
| AEM Morphou             | 16   |
| Ethnikos Achna          | 16   |
| Alki Larnaca            | 15   |
| Aris Limassol           | 15   |

| Club                      | Par. |
| ------------------------- | ---- |
| AEZ Zakakiou              | 13   |
| Adonis Idaliou            | 12   |
| AEK Ammochostos           | 12   |
| ENAD Ayiou Dometiou       | 12   |
| Ayia Napa                 | 11   |
| Ethnikos Asteras Limassol | 10   |
| Iraklis Gerolakkou        | 10   |
| Anagennisi Larnacas       | 9    |
| Panellinios Limassol      | 9    |
| Olympiakos Nicosia        | 8    |
| Apollon Lympion           | 7    |
| Elpida Xylofagou          | 7    |
| EPAL                      | 7    |
| Nea Salamis Famagusta     | 7    |
| Parthenon Zodeia          | 7    |
| Amathus Limassol          | 6    |
| Digenis Akritas Ipsona    | 6    |
| Enosis Neon Paralimni     | 6    |
| MEAP Nisou                | 6    |
| Neos Aionas Trikomou      | 6    |
| Anagennisi Germasogeias   | 5    |
| Arion Lemesou             | 5    |

| Club                             | Par. |
| -------------------------------- | ---- |
| Enosis Neon Parekklisia          | 5    |
| Othellos Famagusta               | 5    |
| AEK/Achilleas Ayiou Theraponta   | 4    |
| AEP Paphos                       | 4    |
| Antaeus Limassol                 | 4    |
| APEP Pelendriou                  | 4    |
| Atromitos Yeroskipou             | 4    |
| Achilleas Kaimakli               | 4    |
| Ethnikos Defteras                | 4    |
| Nikos & Sokratis Erimis          | 4    |
| APOP Kinyras                     | 3    |
| Armenian Young Men's Association | 3    |
| Digenis Oroklinis                | 3    |
| ENAD Polis Chrysochous           | 3    |
| Enosis Agion Omologiton          | 3    |
| Enosis Kokkinotrimithia          | 3    |
| Karmiotissa Pano Polemidion      | 3    |
| Kentro Neotitas Maroniton        | 3    |
| Rotsidis Mammari                 | 3    |
| SEK Agiou Athanasiou             | 3    |
| Apollon Athienou                 | 2    |
| Apollon Limassol                 | 2    |

| Equipo               | Par. |
| -------------------- | ---- |
| Gaydzak Nicosia      | 2    |
| Gençlik Gücü         | 2    |
| LALL Lysi            | 2    |
| Demi Spor Larnaca    | 2    |
| Doğan Türk Birliği   | 2    |
| Orfeas Athienou      | 2    |
| Pafos FC             | 2    |
| Mağusa Türk Gücü     | 2    |
| AEK Kakopetrias      | 1    |
| AEK Kouklia          | 1    |
| AEK Larnaca          | 1    |
| AEL Limassol         | 1    |
| AEM Mesogis          | 1    |
| Alki Oroklini        | 1    |
| Achyronas Liopetriou | 1    |
| EPA Larnaca          | 1    |
| Ethnikos Latsion     | 1    |
| Kinyras Empas        | 1    |
| Olympos Xylofagou    | 1    |
| Frenaros FC          | 1    |

1El equipo tiene 15 participaciones como PAEK, 3 participaciones como PAEK/AEK y 27 participaciones como PAEEK.

2El equipo tiene algunas participaciones como Enosis-Keravnos.

3El equipo tiene 3 participaciones como APEP Limassol y 18 participaciones como APEP Pitsilias.
Liga o estatus en 2016-17:
|  | Primera División de Chipre 2016-17 (11) |
|  | Segunda División de Chipre 2016-17 (14) |
|  | Tercera División de Chipre 2016-17 (9)  |
|  | División Élite STOK 2016-17 (1)         |
|  | No afiliados al CFA (15)                |
|  | Clubes que ya no existen (36)           |